# 李婷 (1968年)
李婷（1968年10月26日—2012年8月13日），女，湖南长沙人，中国大陆演员。

## 演艺经历
1986年，从湖南省地质中学文科班毕业，曾担任湖南《法制生活报》的记者与编辑，后进入外贸公司任职。
1988年，考入北京电影学院表演系。大学二年级参演学院话剧《烟熏橡树》时扮演一位瘸腿老妇人罗基斯太太，被谢晋导演选中，参演电影《清凉寺钟声》，饰演秀秀。
1991年，与同班同学邵峰一同主演夏钢导演青春爱情电影《我心依旧》，饰演女主角，家庭优越的杂志社编辑叶小真。
1991年，与同班同学杨青一同参演成浩导演十集电视连续剧《外来妹》，饰演命运坎坷起伏的外来妹阿芳。《外来妹》获得第12届中国电视剧飞天奖长篇一等奖。
1992年，从北京电影学院表演系毕业后，分配至上海电影制片厂。同年夏钢导演电影《大撒把》上映，李婷在片中饰演一位文学少女张絮。
1993年，参演朱德承导演电影《黑花杀手》，饰演苏秀。
1994年，主演山东电视台电视剧《白眉大侠》，一人饰两角，饰演正邪两立的孪生姐妹陆小英/陆小倩；同年主演八集电视剧《梨花湾 （页面存档备份，存于）》（又名：《梨花湾的故事》、《车到山前》），饰演文英。电视剧《梨花湾》由长春电影制片厂艺术片八分厂于1994年4月初开始在砀山拍摄，当年8月底首先在砀山电视台播出，1994年12月在中央电视台播出。剧中很多配角多为砀山本土群演。主要拍摄地点在西南门镇蒋营村、西南门镇东南门村等地。
1994年，亦主演董玲导演电影《惊恐时分》，饰演女主角盲女梅霞。
1994年，与何伟、王奎荣、文兴宇等共同主演巴特尔导演电视剧《西部警察》，饰演沙州市刑警队的一名内勤警察童燕。1995年播出。
1995年，主演雷献禾导演电影《秃探与俏妞》，饰演柳冰冰（俏妞）；同年，参演沈小萌导演电视剧《换个活法儿》（又名：《违背》），饰演大学刚毕业的白领女性郝妍。
1996年，与濮存昕、袁立、张力维、王玉璋共同主演三十九集电视连续剧《英雄无悔》，在剧中饰演女主角，开办主持南滨市戒毒所的女医生舒月，本剧拍摄于1995年，历时约7个月。《英雄无悔》首先在广东岭南台播放，之后在广东珠江台播出粤语版本，1996年6月8日在中央电视台提前播出。同年，李婷获第16届中国电视剧飞天奖最佳女配角演员提名，她认为《外来妹》、《西部警察》和《英雄无悔》三部电视剧真正能够反映自己在表演上日趋成熟。
1996年，参演电视剧《东方梦》，饰演女模特石芳雅。
1997年，参演录制四十集电视剧/舞台剧《笑一笑，十年少》；同年与李幼斌共同主演电视剧《玫瑰依然红》，饰演吴楠。同年秋末冬初，与陆剑民、陈炜共同主演电视剧《今夜无风》，饰演毛纺厂小学校长于婕。本剧导演何伟曾与李婷合作主演电视剧《西部警察》，何伟饰杨立秋。
1998年，主演吕枫导演电视剧《老大是咱妈》，饰演燕子，本剧2008年播出。
1999年，与贾宏声共同主演电视电影《对一个聋哑盲人谋杀案的分析》，又名《棒锤岛凶杀案》，饰演初出茅庐的律师白同，2000年上映。主演石明华导演电视剧《命运》，饰演女主角林小玉。主演7集电视剧《号角》，饰演曾笑冬。 主演二集电视剧《三月雪》，饰演刘云。
2002年，参演管虎导演电视剧《冬至》，饰演杨宛妤。
2003年，主演电视剧《处决令下达之后》，饰演女检察官刘莉；同年参演雷献禾导演电视剧《大江东去》，饰演女法官苏婷，本剧改编自沈阳“慕马”贪污案；主演电视剧《生死边沿》，饰演翠竹。
2003年，友情参演徐庆东导演，王茜主演电视剧《重案六组》第二部-第16集，饰演临北市刑警梁朵朵。同年参演电视剧《透明天空》，饰演潘洁。
2004年，参演电视剧《血浓于水》，饰演余思华。
2005年，参演雷献禾导演电视剧《交通警察》，饰演吴小丽，2007年首播。
2006年，参演电视剧《别和陌生人跳舞》，饰演朱怡云。参演巴特尔导演电视剧《利益与代价》，饰演曹思琦。
2007年，参演电视剧《迷雾》，饰演单广平；参演电视剧《猎狐》，饰演曹欣娜；友情出演电视剧《碎片》（又名《婚姻相对论》），饰演寒棣；参演电视剧《爱在人间》。
2008年，参演电视剧《野狼》（别名《诺言》），饰演刘文惠；参演电视剧《一颗颗眼泪都是爱》，饰演华红英；参演电视剧《愚公移山》（后改名《王屋山下的传说》），饰演庆娘娘；参演电视剧《大路朝天》，饰演宁晓兰医生；参演金继武导演电视剧《大河风歌》，饰演柳筠；参演电视剧《落泪成金》，饰演郑忆南。
此外，曾参演《天地枭雄》（又名《夺命毒枭》），饰演江英子，年份未知；曾参演《法与情》（曾用名《法不容情》），年份未知，约在2000年以前。
除了作为演员，李婷也曾作为编剧进行创作，结合自身患病经历及病友访谈后创作的作品《美丽人生》后由管虎导演摄制为电视剧《活着·真好》。
2011年，参演康洪雷导演电视剧《我们的法兰西岁月》，饰演葛健豪。这是她的最后一部作品。

## 作品年表
| 作品年份 | 作品名称   | 角色名称       | 备注                     |
| -------- | ---------- | -------------- | ------------------------ |
| 1991     | 清凉寺钟声 | 秀秀           | 饰演角色为成年时期的秀秀 |
| 1991     | 我心依旧   | 叶小真         |                          |
| 1991     | 大撒把     | 张絮           |                          |
| 1993     | 黑花杀手   | 苏秀           |                          |
| 1994     | 惊恐时分   | 梅霞           |                          |
| 1995     | 秃探与俏妞 | 柳冰冰（俏妞） |                          |

| 作品年份 | 作品名称                   | 角色名称      | 备注                                                   |
| -------- | -------------------------- | ------------- | ------------------------------------------------------ |
| 1991     | 外来妹                     | 阿芳          |                                                        |
| 1994     | 白眉大侠                   | 陆小英/陆小倩 |                                                        |
| 1994     | 梨花湾                     | 文英          | 原名《车到山前》、《梨花湾的故事》，后定名为《梨花湾》 |
| 1995     | 换个活法儿                 | 郝妍          |                                                        |
| 1995     | 西部警察                   | 童燕          | 因本作品提名1996年中国电视剧飞天奖最佳女演员           |
| 1996     | 英雄无悔                   | 舒月          | 因本作品提名1996年中国电视剧飞天奖最佳女演员           |
| 1996     | 东方梦                     | 石芳雅        |                                                        |
| 1997     | 笑一笑，十年少             |               | 又名《笑林外记》，本剧为录像形式的舞台小品             |
| 1997     | 玫瑰依然红                 | 吴楠          |                                                        |
| 1997     | 今夜无风                   | 于婕          | 又名《生活从公正开始》                                 |
| 1998     | 老大是咱妈                 | 燕子          |                                                        |
| 1999     | 对一个聋哑盲人谋杀案的分析 | 白同          | 又名《棒锤岛凶杀案》                                   |
| 1999     | 号角                       | 曾笑冬        |                                                        |
| 1999     | 三月雪                     | 刘云          |                                                        |
| 1999     | 命运                       | 林小玉        |                                                        |
| 2003     | 重案六组-第二部            | 梁朵朵        | 仅在第16集友情客串                                     |
| 2003     | 大江东去                   | 苏婷          |                                                        |
| 2003     | 透明天空                   | 潘洁          |                                                        |
| 2003     | 处决令下达之后             | 刘莉          |                                                        |
| 2003     | 生死边沿                   | 翠竹          |                                                        |
| 2004     | 冬至                       | 杨宛妤        |                                                        |
| 2004     | 血浓于水                   | 余思华        |                                                        |
| 2005     | 交通警察                   | 吴小丽        |                                                        |
| 2006     | 迷雾                       | 单广平        | 友情主演，次年播出                                     |
| 2006     | 别和陌生人跳舞             | 朱怡云        |                                                        |
| 2006     | 利益与代价                 | 曹思琦        |                                                        |
| 2007     | 猎狐                       | 曹欣娜        |                                                        |
| 2007     | 碎片                       | 寒棣          | 又名《婚姻相对论》                                     |
| 2007     | 爱在人间                   |               |                                                        |
| 2008     | 野狼                       | 刘文惠        | 又名《诺言》                                           |
| 2008     | 一颗颗眼泪都是爱           | 华红英        |                                                        |
| 2008     | 王屋山下的传说             | 庆娘娘        | 又名《愚公移山》                                       |
| 2008     | 大路朝天                   | 宁晓兰        |                                                        |
| 2008     | 大河风歌                   | 柳筠          |                                                        |
| 2008     | 落泪成金                   | 郑忆南        |                                                        |
| 2011     | 我们的法兰西岁月           | 葛健豪        |                                                        |

| 年份 | 节目名称                         | 播送电视频道   | 备注 |
| ---- | -------------------------------- | -------------- | ---- |
| 2006 | 影视同期声                       | 央视 CCTV-8    |      |
| 2007 | 影视俱乐部：《交通警察》主创专访 | 央视 CCTV-8    |      |
| 2008 | 最佳现场                         | 北京卫视 BTV-2 |      |
| 2009 | 2008电视剧群英会                 | 央视 CCTV-3    |      |
| 2009 | 流金岁月：《我心依旧》背后的故事 | 央视 CCTV-6    |      |

## 个人生活
李婷曾与北京电影学院的同学张子健结婚，婚后育有一女，两人于2005年离婚。
2003年下半年，李婷查出身患乳腺癌。2003-2009年间曾进行数次手术治疗，2010年元宵节后复查诊断为癌细胞骨转移。2012年8月13日，因长期医治无效于北京在好友王茜的陪伴下离世，享年43岁。
李婷去世后，她的追悼会于2012年8月17日上午10点在八宝山殡仪馆梅厅举行。 （页面存档备份，存于）